# Шпаєрська угода
Шпаєрська угода — мирний договір між двома угорськими королівствами, відомими в історіографії як Королівська Угорщина, на чолі з Максиміліаном II, і Східно-Угорське королівство, кероване Яношем Жигмондом Заполья, і ратифікований V Шпаєрським Рейхстагом в 1570 році. Заполья склав номінальні повноваження короля Угорщини, однак Максиміліан визнавав Яноша Жигмонда як «князя Трансильванії», а натомість трансильванський правитель визнав Габсбурга королем Угорщини із збереженням Трансильванії у васальній залежності від Угорського королівства.

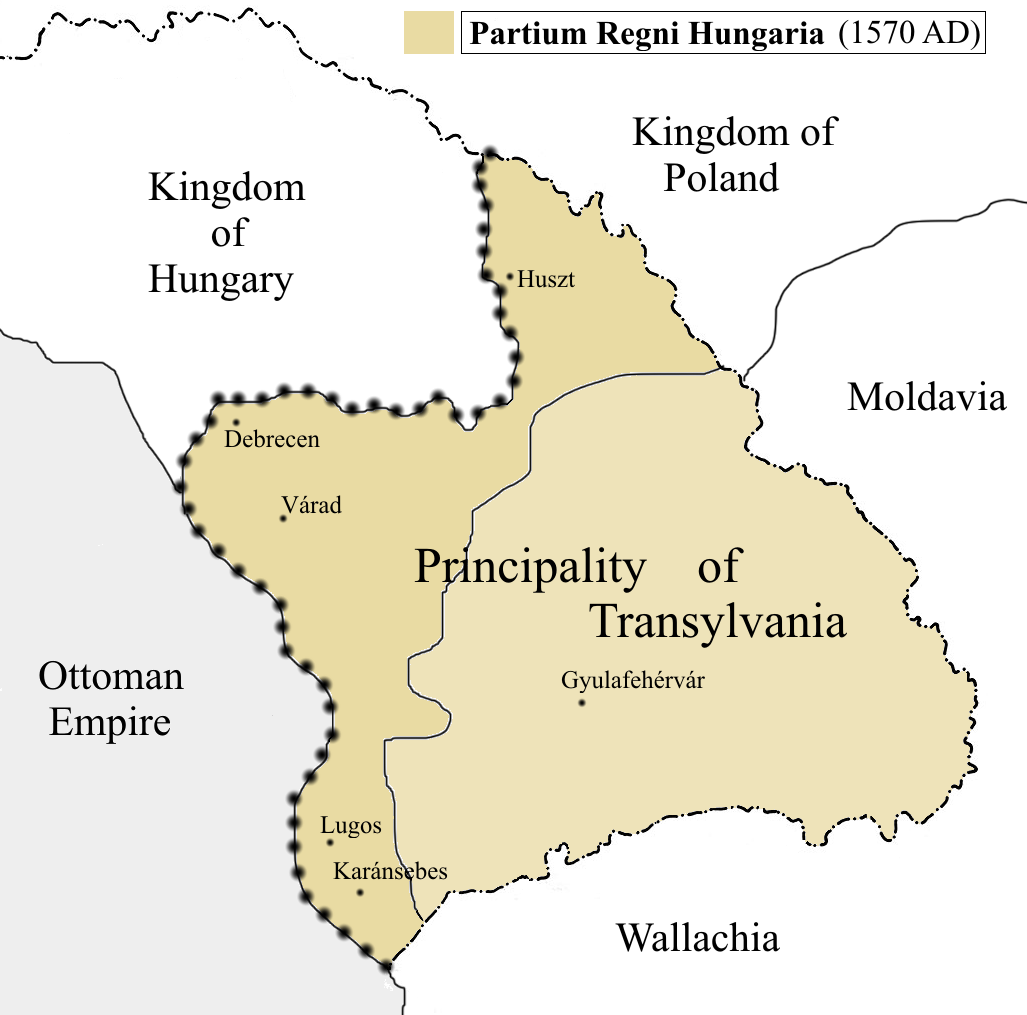
Володіння Яноша Заполья в 1570 році

Даний договір підтверджував принцип єдиної Угорщини: Парціум і Трансильванія передавалися Яношу II, але як імперському князю. Також, згідно з умовами договору, Янош II Жигмонд Заполья отримав титул princeps Transsylvaniae et partium regni Hungariae dominus — князь Трансильванії та правитель частини Угорщини. Заполья контролювали Затисся і до цього, але договір дозволив їм володіти цією територією без страху, що Габсбурги оскаржать владу роду Заполья. У певному сенсі Запольяі обміняли титул на територію.
З підписанням договору в Шпаєрі Східно-Угорське королівство припинило своє існування, розділившись на Парціум і Трансильванське князівство.